# Zsombor Berecz (cầu thủ bóng đá)
Zsombor Berecz (sinh 13 tháng 12 năm 1995) là một cầu thủ bóng đá Hungary hiện tại thi đấu cho Vasas SC. Anh cũng là một phần của đội tuyển U-20 Hungary tại Giải bóng đá U-20 vô địch thế giới 2015.

## Sự nghiệp quốc tế
Vào tháng 11 năm 2016 Berecz lần đầu tiên được triệu tập vào đội hình Hungary cho các trận đấu trước Andorra và Thụy Điển.